# Железнодорожный транспорт в ДР Конго
Железнодорожный транспорт в Демократической Республике Конго — сеть железных дорог в Демократической Республике Конго.
Общая протяжённость железнодорожных линий страны — 4007 км (2014), в том числе:
- 3882 км — капская колея (1067 мм), из которых электрифицированы 858 км (2014),
- 1235 км — 600 мм Бумба-Mungbere,
- 125 км — метровая колея Убунду-Кабало, в обход порогов реки Конго, перешивается на капскую колею.

По протяжённости железных дорог Демократическая Республика Конго занимает 48-е место в мире. Большая часть железных дорог сосредоточена в бывшей провинции Катанга и предназначена для транспортировки минерального сырья. Железнодорожное сообщение с Дар-эс-Саламом в Танзании, Лобиту в Анголе (сообщение с портом Бенгела было прекращено с 1970 года), Замбией, Зимбабве, Мозамбиком и ЮАР. В 1997 железные дороги Демократической Республики Конго национализированы.
Действуют железнодорожные компании Société nationale des Chemins de fer du Congo (SNCC) и Office National des Transports (ONATRA). В 2019 году SNCC заключила соглашение с Российскими железными дорогами на сумму 500 миллионов долларов, чтобы компания помогла модернизировать железнодорожную систему Демократической Республики Конго.

## Железнодорожные связи со смежными странами
- Замбия — да, одинаковая ширина колеи 1067 мм.
- Ангола — да, одинаковая ширина колеи 1067 мм.
- Республика Конго — нет, одинаковая ширина колеи 1067 мм.
- Уганда— нет, изменение ширины колеи с 1067 мм на 1000 мм.
- Южный Судан — нет, одинаковая ширина колеи 1067 мм.
- Бурунди — нет железных дорог.
- Руанда — нет железных дорог.
- Центральноафриканская Республика — нет железных дорог.